# Kettenbrücke (Bamberg)
Die Kettenbrücke in Bamberg überquert den Rechten Regnitzarm, der hier gleichzeitig ein Teil des Main-Donau-Kanals ist, und verbindet die Hauptwachstraße mit der Kettenbrückstraße. Die ehemalige Straßenbrücke ist nun Teil der Fußgängerzone um den Maximiliansplatz.
Sie liegt als einzige Brücke über dem Rechten Regnitzarm innerhalb der Grenzen des UNESCO-Weltkulturerbes Bamberger Altstadt.
Schifffahrtstechnisch gesehen steht sie bei MDK-km 5,154 und hat eine Durchfahrtshöhe von 7,00 m.

## Beschreibung
Die zwischen 2009 und 2010 erbaute Kettenbrücke ist eine moderne Version ihrer Vorgängerin aus der Mitte des 19. Jahrhunderts und der damals häufig gebauten Kettenbrücken. Die 72,65 m lange und 15,0 m breite Brückentafel hängt an den aus Augenstäben gebildeten Tragketten, die von den Pylonen gestützt und in Ankerblöcken verankert sind. Diese Blöcke sind in die Widerlager integriert und ihrerseits tief unter den Gebäuden am Kanalufer verankert. Treppenabgänge und Aufzüge verbinden das Brückendeck mit den Uferwegen.
Jede der beiden Tragketten besteht aus 18 in drei Lagen ausgeführten stählernen Augenstäben. Die Stäbe sind durch gelenkige Kettenschlösser verbunden und an den Pylonköpfen gelenkig aufgehängt. Zwischen den Pylonköpfen und den Ankerblöcken übernehmen jeweils 8,75 m lange Augenstäbe in dreifacher Ausführung die Abspannung. In den Kettenschlössern sind doppelte Hängestangen befestigt. Daran hängen die Querträger, auf denen die Brückentafel liegt. An den vorstehenden Enden der Querträger sind horizontale Seile befestigt, die einen Schiffsanprall dämpfen sollen, sowie die LED-Leuchten, die die Brücke anstrahlen.
Die Pylone bestehen aus stählernen Stielen seitlich der Brückentafel. Die Pylonfüße sind gelenkig auf ihren Sockelplatten gelagert, die auf Pfahlkopfbalken und den sie tragenden Bohrpfählen stehen. Die Pylone überragen die Brückentafel um 6,7 m. Die Brückentafel ist ein Verbund aus einem stählernen Trägerrost und einer Betonplatte aus Fertigteilen. Sie ist mit Ortbeton verstärkt und mit Gussasphalt abgedeckt.

## Geschichte

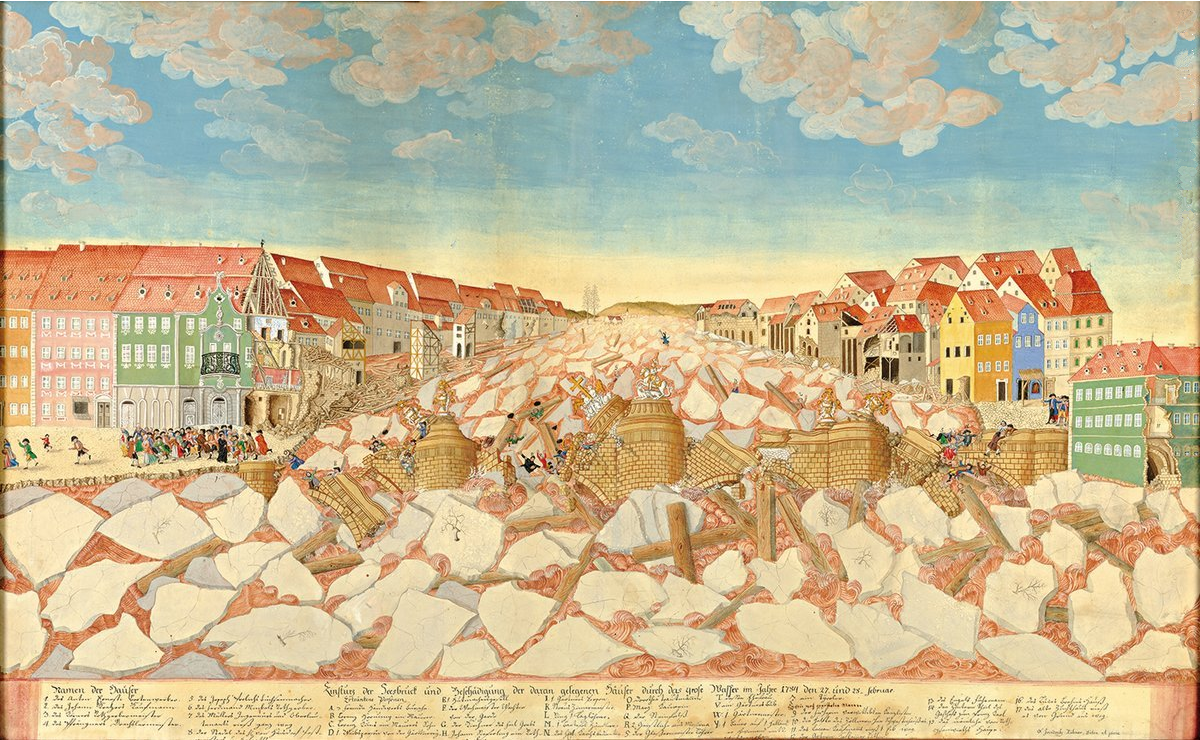
Einsturz der Seesbrücke 1784

Erstmals 1312 wurde eine sespruck urkundlich erwähnt, eine an dieser Stelle errichtete hölzerne Jochbrücke, die im Laufe der Zeit immer wieder repariert und erneuert werden musste. Die Herkunft des Namens ist unklar.
In Bambergs Blütezeit im Barock beauftragte Fürstbischof Johann Philipp Anton von und zu Frankenstein seinen Hofarchitekten Balthasar Neumann mit der Planung der steinernen Seesbrücke mit vier Rundbögen. Sie wurde zwischen 1752 und 1757 erbaut.
Nach dem extremen Winter des Jahres 1783/84 und einem der größten Hochwasser in Mitteleuropa wurde auch diese Brücke, wie alle Bamberger Brücken und zahlreiche andere entlang des Mains, am 27. Februar 1784 durch den Eisstoß zerstört. Dabei wurden viele Menschen in den Tod gerissen oder verletzt, auch einige der Häuser am Ufer wurden zerstört. Die nächsten 25 Jahre mussten sich die Bamberger mit einem über den Pfeilerresten errichteten Holzsteg behelfen.
1809 wurde die hölzerne Seesbrücke eingeweiht, die Carl Friedrich von Wiebeking entworfen hatte, zu der Zeit Königlicher Generaldirektor des gesamten bayerischen Wasser-, Brücken- und Straßenbauwesens. Die größte europäische Holzbrücke ihrer Zeit überspannte die Regnitz mit einer Stützweite von 72 m ohne Pfeiler und war somit nicht hochwassergefährdet. Ihr Holz zeigte aber nach wenigen Jahren erste Fäulnisschäden, so dass sie schon 1826 abgebrochen werden musste.

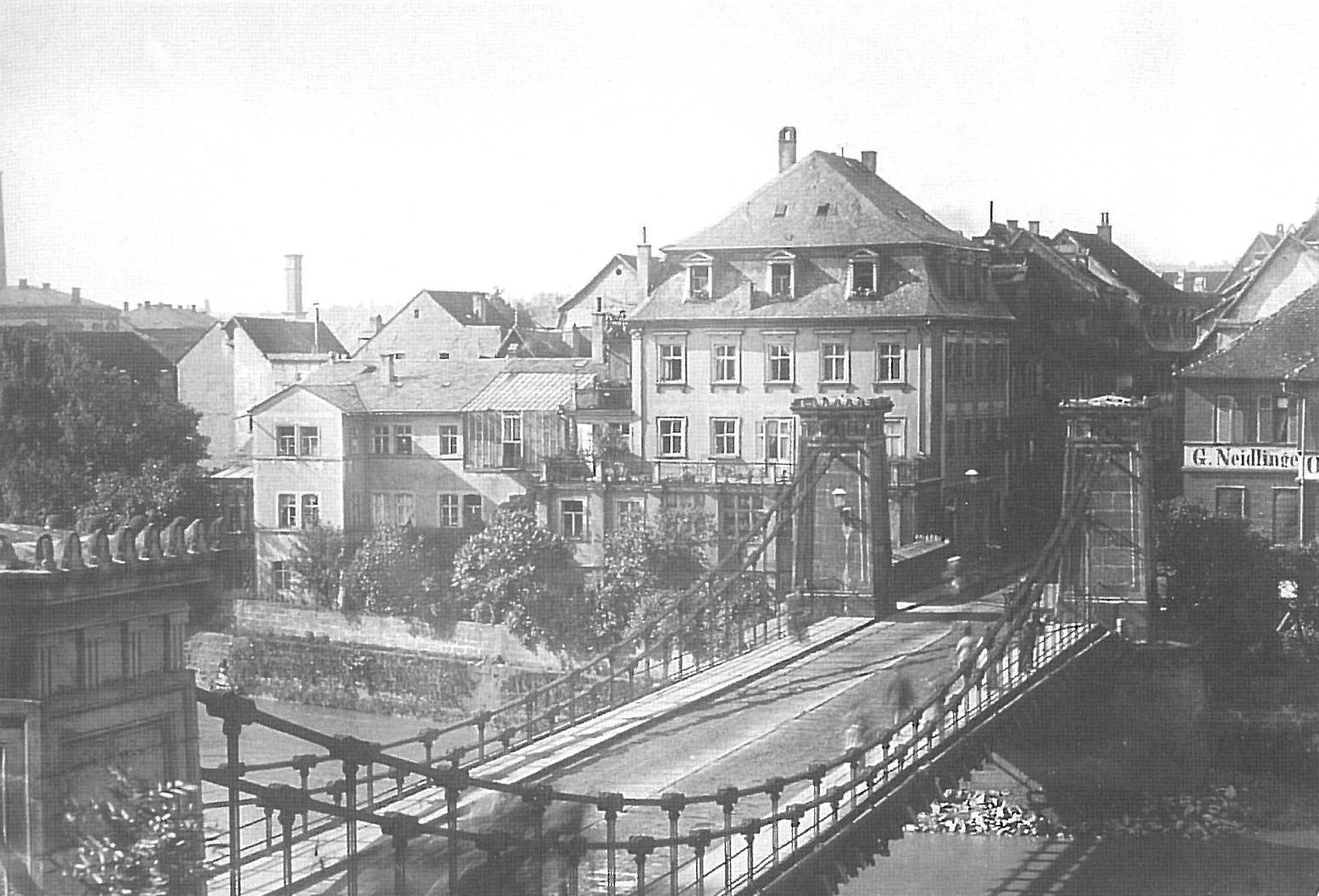
Die Kettenbrücke 1889

Darauf baute der Bamberger Kreisbaumeister Franz Jos. Schierlinger nach dem Vorbild der von Friedrich Schnirch in Saaz errichteten Brücke eine schmiedeeiserne Kettenbrücke mit Pylonen von Leo von Klenze. Sie wurde am 31. Dezember 1829 eröffnet und offiziell Ludwigsbrücke, umgangssprachlich aber meist Kettenbrücke genannt.
Die örtliche Überlieferung sagt, John Augustus Roebling habe sich diese Brücke als Vorbild für die Brooklyn Bridge genommen. Roebling hatte zwar im Studium in Berlin Kettenbrücken kennengelernt, aber schon 1826 sein Examen gemacht. Bis zu seiner zwischen 1869 und 1883 erbauten Brooklyn Bridge schritt die technische Entwicklung rasant voran und erlaubt es nicht, die frühen deutschen Brücken als Vorbilder für die Brooklyn Bridge zu sehen.
Wie alle frühen Kettenbrücken war auch die in Bamberg sehr leicht konstruiert, so dass schon bald Schäden auftraten und 1879 die zulässige Belastung reduziert werden musste.
Sie wurde daher durch eine von Friedrich Hohmann entworfene und zwischen 1891 und 1892 errichtete stählerne Bogenbrücke ersetzt, die offiziell weiterhin Ludwigsbrücke hieß, während der Volksmund bei der gewohnten Kettenbrücke blieb. Sie erfüllte ihre Aufgabe, bis sie am 11. April 1945, wenige Tage vor dem Ende des Zweiten Weltkriegs, gesprengt wurde, um den Vormarsch amerikanischer Truppen aufzuhalten. Die Bevölkerung musste sich danach mit einem Fußgängersteg behelfen.
1953 wurde eine Rahmenbrücke mit zwei leicht gevouteten Spannbeton-Hohlkästen eröffnet, an deren Entwurf Ulrich Finsterwalder mitgewirkt hatte. Sie war, wie viele Nachkriegsbrücken, nach 50 Jahren dem stark angestiegenen Verkehr nicht mehr gewachsen.
2005 fand daher ein Realisierungswettbewerb für einen Neubau statt, in dem 2006 drei zweite Preise vergeben wurden. 2007 wurde die Planungsgemeinschaft Grad – Dietz – Goldbrunner mit der Planung der neuen Brücke beauftragt.
Als vorübergehender Ersatz für die Kettenbrücke wurde neben ihr eine stählerne Fußgängerbrücke montiert, die anschließend bei der nahegelegenen Landesgartenschau 2012 endgültig eingebaut wurde. Die Betonbrücke wurde 2009 abgebrochen. Da der Main-Donau-Kanal während der Abbrucharbeiten aus Sicherheitsgründen für zwei Wochen geschlossen werden musste, nützte man die Zeit für eine Schleusenrevision.

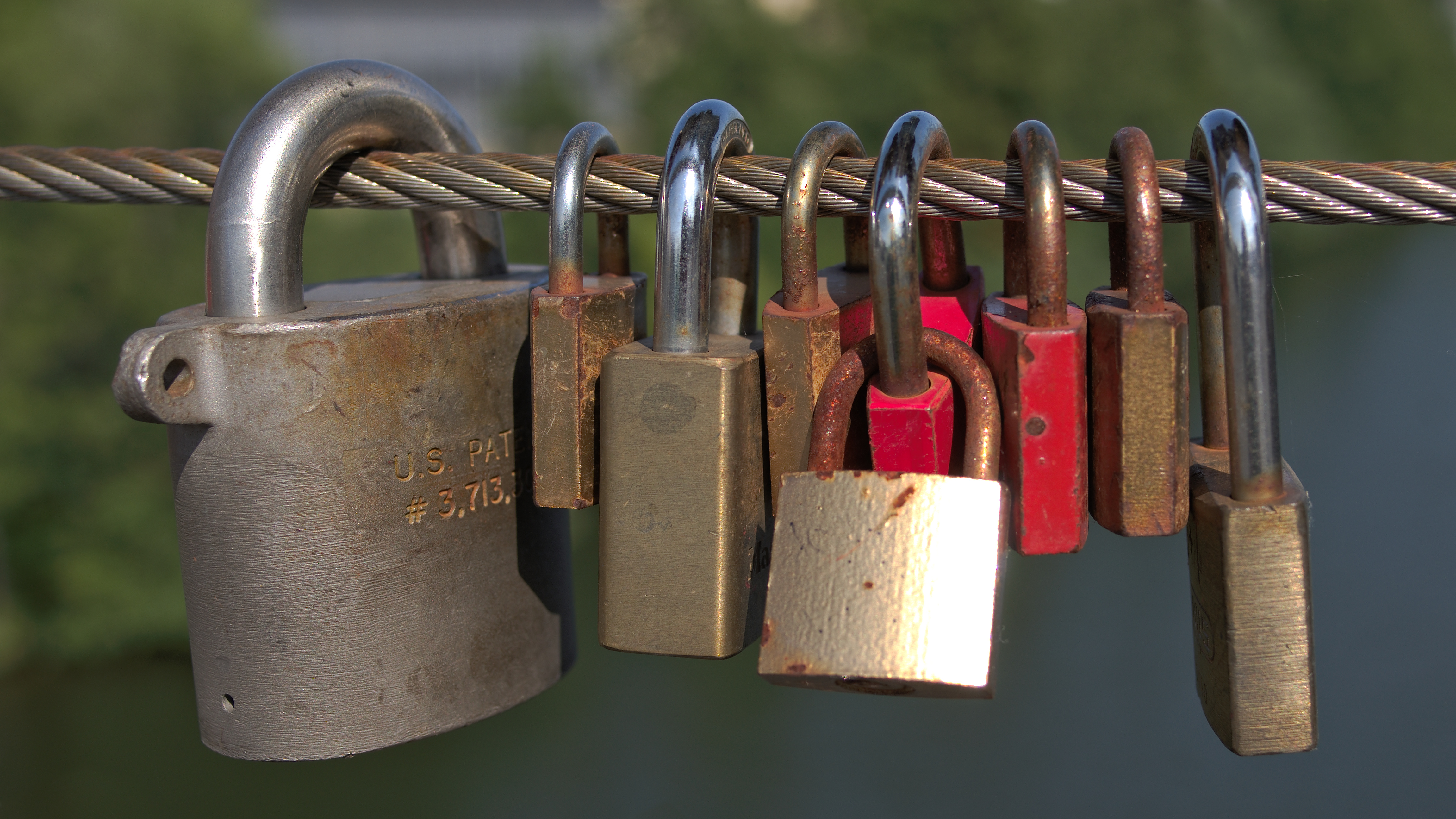
Liebesschlösser

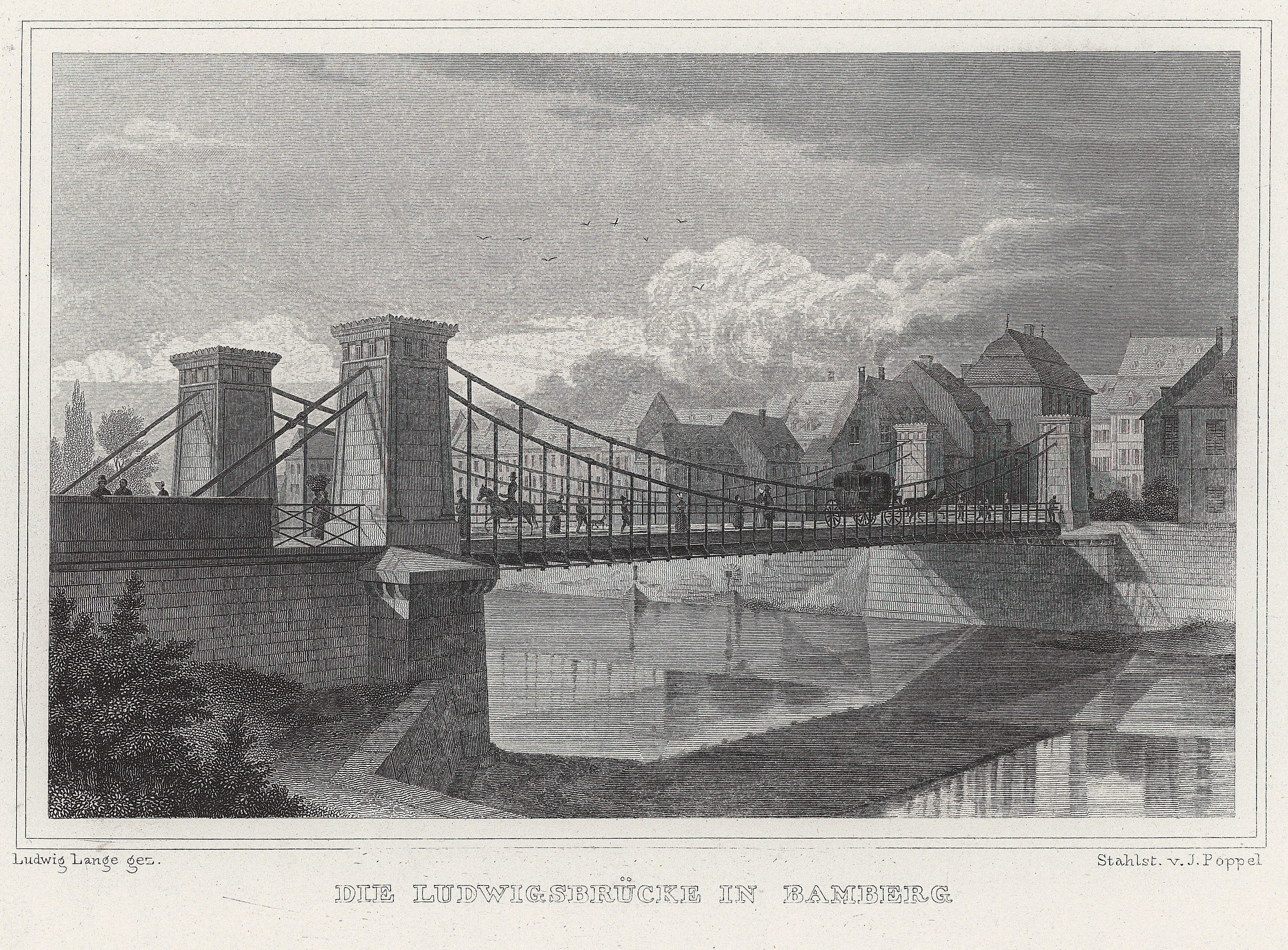
Die Ludwigsbrücke im 19. Jahrhundert

Die neue Brücke wurde zwischen 2009 und 2010 gebaut. Inzwischen ist sie ein Anziehungspunkt für „Liebesschlösser“ in Bamberg geworden.